# Caldwell County (Severní Karolína)
Caldwell County je okres amerického státu Severní Karolína založený v roce 1841. Hlavním městem je Lenoir. Leží v západní části Severní Karolíny. Pojmenovaný je podle amerického pedagoga Josepha Caldwella.

## Sousední okresy
| Růžice kompasu | Avery County                       | Watauga County | Wilkes County    | Růžice kompasu |
| Růžice kompasu |                                    | Sever          | Alexander County | Růžice kompasu |
| Růžice kompasu | Caldwell County (Severní Karolína) |                | Alexander County | Růžice kompasu |
| Růžice kompasu | Jih                                |                | Alexander County | Růžice kompasu |
| Růžice kompasu |                                    | Burke County   | Catawba County   | Růžice kompasu |

## Vývoj počtu obyvatel
Počet obyvatel